# ブルノンヴィル・メソッド
ブルノンヴィル・メソッド（英語: Bournonville method）は、デンマークのバレエダンサー・振付家であるオーギュスト・ブルノンヴィルが確立したバレエ・テクニックおよびその教授法である。ブルノンヴィルが活躍したデンマーク王立バレエ団にその伝統が引き継がれている。

## 概要
オーギュスト・ブルノンヴィルは、父アントワーヌ・ブルノンヴィルやフランスの有名なバレエ・マスターから指導を受けていた。ブルノンヴィルは、伝統的なフランス式の教授法がヨーロッパのバレエ界から姿を消しつつあった時期に、フランス式のバレエ教育を受け、それを教授したりそれに基づいて振付を行った人物であった。今日「ブルノンヴィル・メソッド」とされているものは、本質的には19世紀にフランスの舞踊学校で教授されていた技法そのものである。
ブルノンヴィル・メソッドでは、腕は通常プレパラトワールの位置に保つ他、常に単純な斜め方向へのエポールマンをつける。ピルエットは低くデヴェロッペして2番に、続いて2番から外回り、再び低くデヴェロッペして4番から内回りに入る。また、多くの動作で共通して開始と終了の際に5番ポジションで腕をアン・バーとする。この他、ポワント・デリエールで立って片腕を5番、もう一方の腕をア・ラ・タイユ（腰に当てる）としてエポールマンをつける、といった特徴的なポーズがある。

## 特徴
- ブルノンヴィル・メソッドは、「ダンサーは自然な優雅さで表情豊かに、身体と音楽の調和をもって演じるべきである」という原則に基づく[2]。
- 上体を動脚に対して捻る優雅なエポールマンをつけ、動作に注意を惹き付けながら強調する[3]。
- 誇らしげな表情ではなく、アイラインを下げた優しさを感じさせる表情をつける
- 目は自然に動脚に追従させる。
- 腕の形や位置に細心の注意を払う。腕は、解剖学的に正しいように、どのポジションでも常に体の前に置く[4]。
- 足は、動脚のつま先を軸足の足首の後ろに寄せて重ねるク・ドゥ・ピエの位置で低くする。
- ピルエットの際、動脚の位置は低い。これは当時女性が長いスカートを履いていたことを反映したものである。
- 素早く軽やかな足捌きを訓練する。これはブルノンヴィル作品の振付でも顕著に見られる。
- 努力が目に見えてはならない。最も大きく、最もドラマチックなステップであっても大げさにしない。
- 脚の速度と、腕および体幹の優雅さの間に明確なコントラストをつける。脚でリズムを刻み、腕でメロディーを奏でる。

## 著名なダンサー
ブルノンヴィル・メソッドで教授を受けた著名なダンサーには、以下の人物がいる。
- エリック・ブルーン
- ニコライ・ヒュッベ
- ヨハン・コボー
- ウラ・ポウルセン